# Athanasios Papadopoulos-Kerameus
Athanasios Papadopoulos-Kerameus (in greco Αθανάσιος Παπαδόπουλος-Κεραμεύς?; in russo Афанасий Иванович Пападопуло-Керамевс?, Afanasij Ivanovič Papadopulo-Keramevs; Drakeia, 8 maggio 1856 – San Pietroburgo, 31 ottobre 1912) è stato un bizantinista e filologo greco.

## Biografia
Athanasios Papadopoulos-Kerameus nacque a Drakeia in Tessaglia, allora parte dell'Impero ottomano; era figlio di un sacerdote greco ortodosso. Studiò a Smirne, dove fu poi insegnante e bibliotecario e si dedicò alla raccolta di iscrizioni e manoscritti greci. Nel 1881 divenne segretario della Società filologica greca di Istanbul.
Nel 1887 divenne segretario del patriarca ortodosso Nicodemo I di Gerusalemme; negli anni seguenti catalogò i manoscritti greci posseduti dalla Biblioteca patriarcale di Gerusalemme.
Nel 1890 accettò l'invito della Società Imperiale Ortodossa di Palestina ad andare in Russia, dove ottenne la cittadinanza russa; in Russia pubblicò cataloghi di manoscritti greci e insegnò il greco moderno a San Pietroburgo; fu anche professore di storia greca e bizantina presso l'Università imperiale di San Pietroburgo. Nel 1904 divenne bibliotecario della sezione teologica della Biblioteca pubblica imperiale di San Pietroburgo (l'odierna Biblioteca nazionale russa). Da quest'ultima fu acquisita, dopo la sua morte, la sua collezione di libri e manoscritti.

## Opere
- (EL) Κατάλογος τῶν χειρογράφων τῆς ἐν Σμύρνῃ βιβλιοθήκης τῆς Εὐαγγελικῆς Σχολῆς, Σμύρνη, 1877.
- (EL) Κατάλογος τῶν μεταλλικῶν ἀρχαιοτήτων τοῦ Μουσείου τῆς ἐν Σμύρνῃ Εὐαγγελικῆς Σχολῆς, ἐν Ἀθήναις, 1879.
- (EL) Κατάλογος τῶν ἐν ταῖς βιβλιοθήκαις τῆς νήσου Λέσβου ἑλληνικῶν χειρογράφων = Μαυρογορδάτειος Βιβλιοθήκη, ἤτοι γενικὸς περιγραφικὸς κατάλογος τῶν ἐν ταῖς ἀνὰ τὴν Ἀνατολὴν βιβλιοθήκαις εὑρισκομένων ἑλληνικῶν χειρογράφων, vol. 1-2, ἐν Κωνσταντινουπόλει, 1884.
- (EL) Ἀνάλεκτα Ἱεροσολυμιτικῆς σταχυολογίας, vol. 1-5, ἐν Πετρουπόλει, 1891-1898.
- (EL) Ἱεροσολυμιτικὴ Βιβλιοθήκη, vol. 1-5, ἐν Πετρουπόλει, 1891-1915.